# Pavillon de David
Pour les articles homonymes, voir Temple de l'Amitié.
Le pavillon de David, nommé également temple de David en référence au peintre Jacques-Louis David qui le dessine pour Marie-Jean Hérault de Séchelles seigneur d'Épône, est un petit pavillon de style néo-classique de proportions modestes construit au cours du XVIIIe siècle en 1785. Il est situé dans le fond du parc du château de la ville d'Épône dans le département français des Yvelines et la région d'Île-de-France, 
Il est classé monument historique par arrêté du 28 août 1947.

## Historique
La décoration typiquement maçonnique et son histoire l’inscrivent dans le patrimoine de la franc-maçonnerie française, comme un des plus anciens temples maçonniques connus en France. Des fresques représentant Benjamin Franklin qui y travaille et d'autres symboles célébrant l'amitié entre la France et les États-Unis d'Amérique lui donnent le surnom de « temple de l’amitié franco-américaine »,. 
Son nom fait référence au peintre et franc-maçon Jacques-Louis David, qui avait dessiné les plans pour le seigneur d’Épône, Marie-Jean Hérault de Séchelles. Ce dernier accueillit des francs-maçons dont Franklin, alors ambassadeur des États-Unis en France. Plus tard, Séchelles travailla aussi avec Danton et Robespierre sur la première constitution de 1791 et de la Déclaration des Droits de l’Homme et du Citoyen. Puis en 1958, Michel Debré y travailla aussi la rédaction de la Constitution de la Ve République.
Squatté, dégradé, tagué, le temple menace ruine malgré son classement en 1947. En 2014, la municipalité décide de le sauver et en 2017 reçoit le concours du conseil départemental des Yvelines pour une rénovation effective en 2022,.